# نهر شيوك
نهر شيوك هو أحد روافد نهر السند يتدفق عبر شمال إقليم لاداخ في الهند ويمر في غلغت بلتستان في باكستان، ويمتد بمسافة 550 كم.

## الموقع
نهر شيوك أحد الأنهار الدولية في قارة آسيا، يقع في أراضي الهند وباكستان.

## الجغرافيا
ينبع نهر شيوك من سلسلة جبال قراقرم في جامو وكشمير الخاضعة للإدارة الهندية، ومن نهر ريمو الجليدي.
يتسع نهر شيوك عند التقاءه مع نهر نوبرا وهو رافده الرئيسي على الضفة اليمنى.
يتحول إلى واد ضيق ثم يدخل في سلسلة جبال بالتستان في الباكستان.
يصب نهر شيوك في نهر السند شرق مدينة سكاردو في الباكستان.

## روافد نهر شيوك
- نهرجالوان

- نهر هوش

- نهرنوبرا

- نهر تشانج تشينمو

## صور

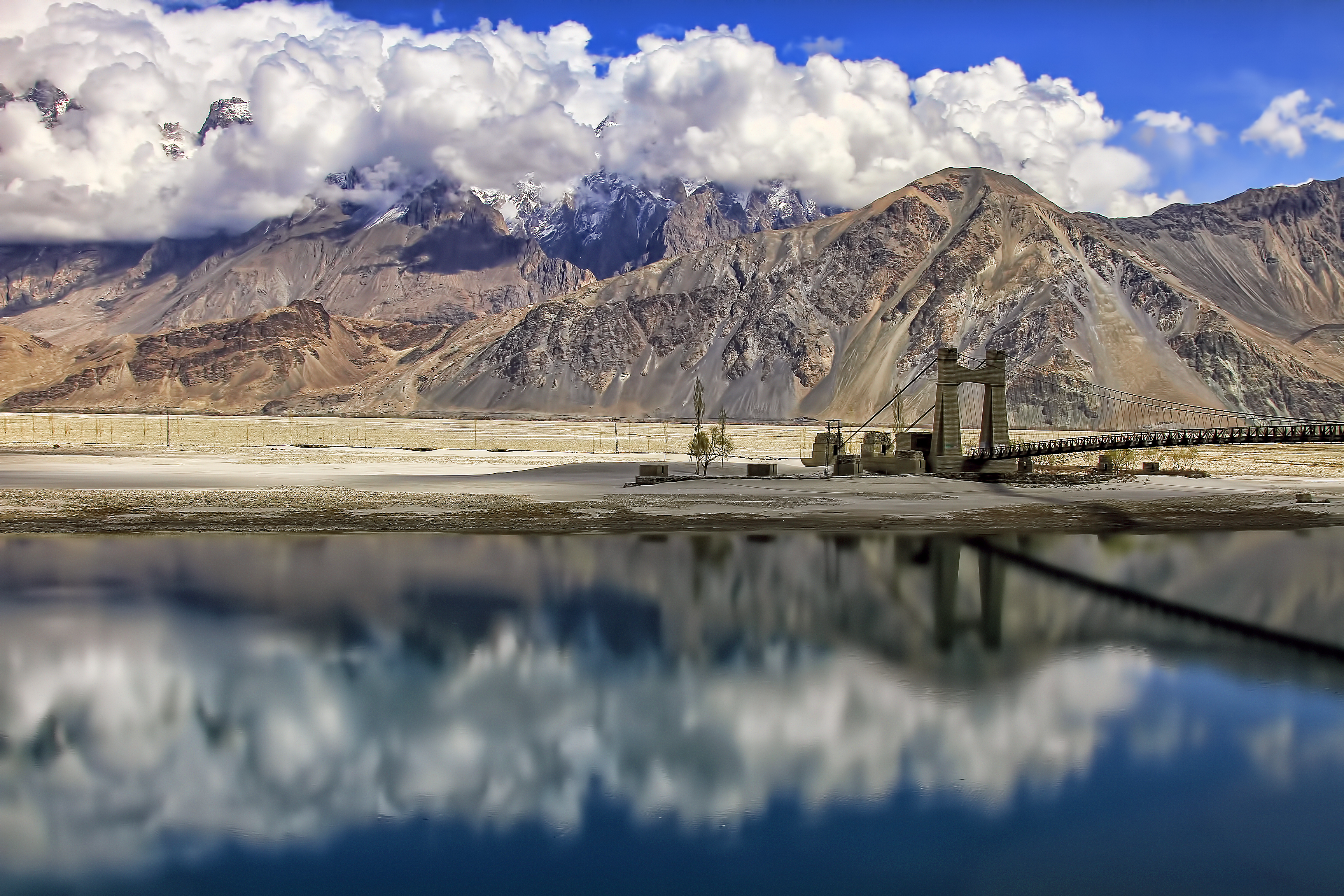
منظر جسر فوق نهر شيوك في الوادي
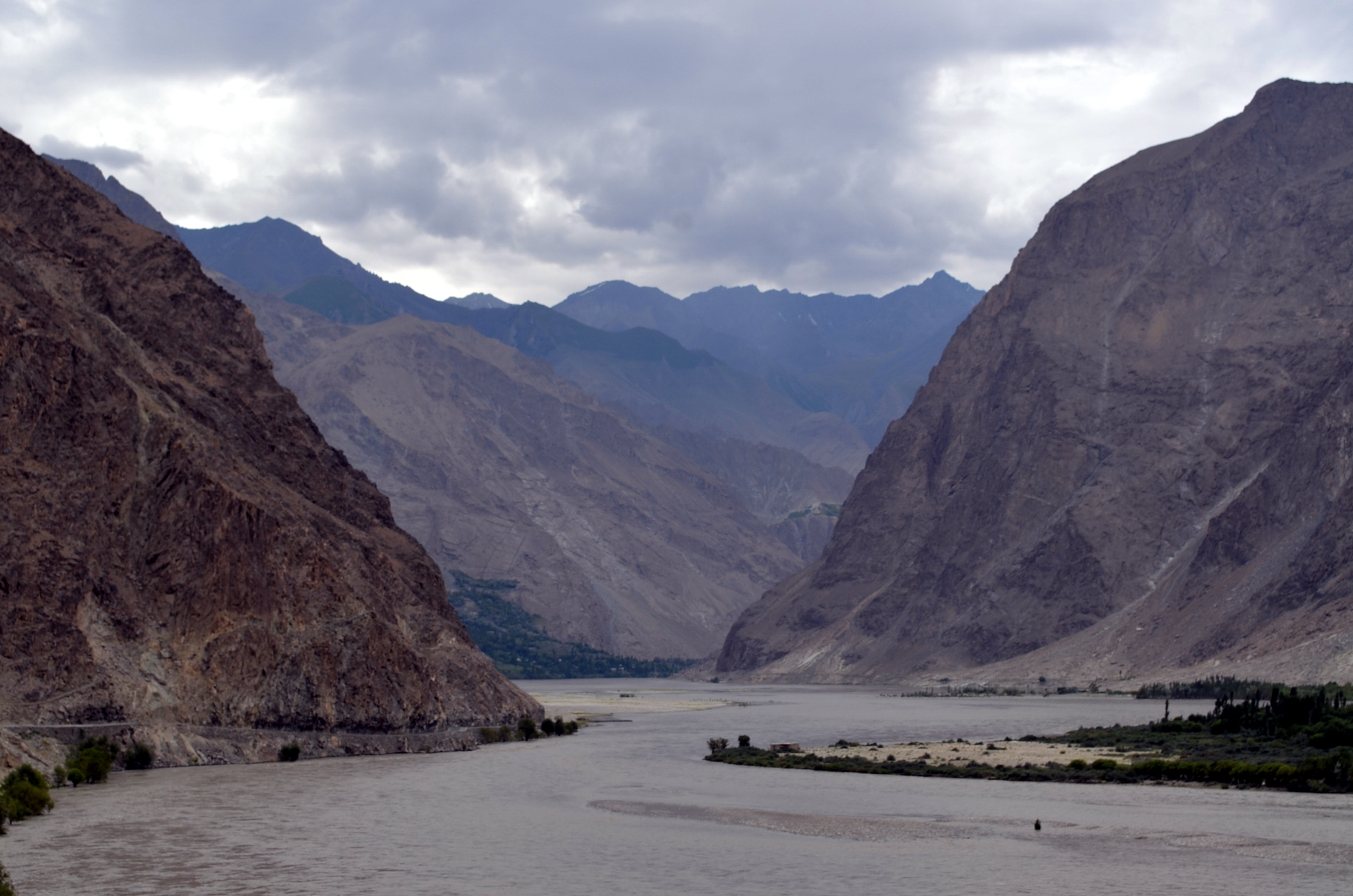
نهر شيوك
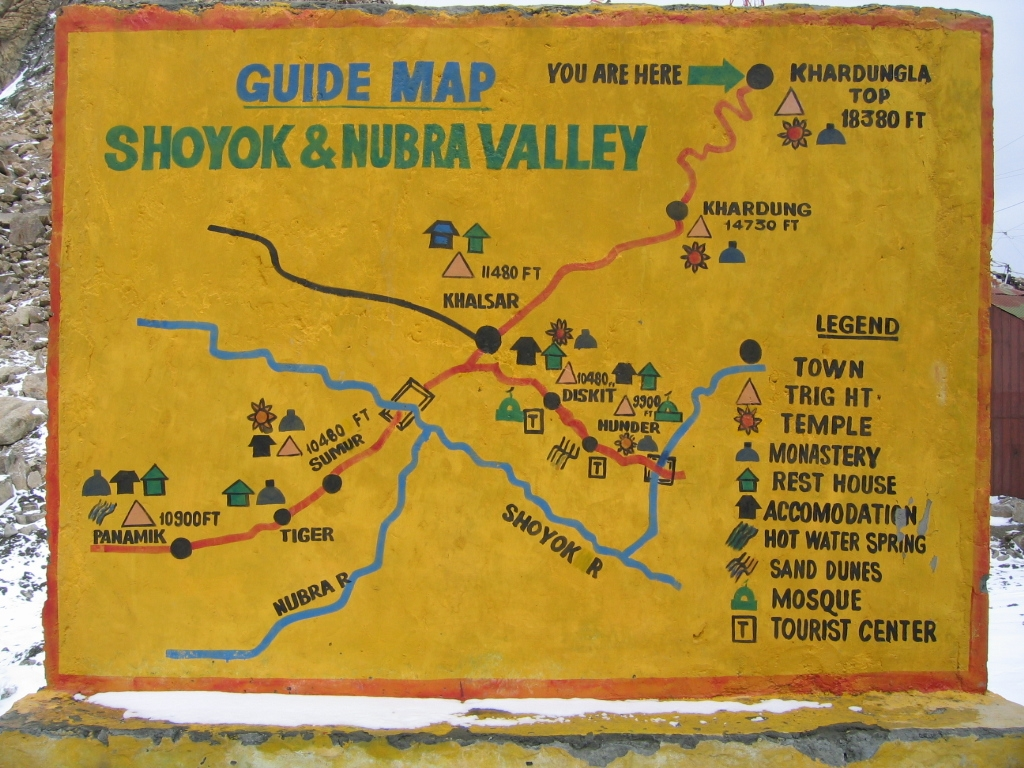
خارطة علامات مسار النهر